# Ферндейл (Каліфорнія)
Ферндейл (англ. Ferndale) — місто (англ. city) в США, в окрузі Гумбольдт штату Каліфорнія. Населення — 1398 осіб (2020).

## Географія
Ферндейл розташований за координатами 40°34′48″ пн. ш. 124°15′43″ зх. д. / 40.58000° пн. ш. 124.26194° зх. д. (40.579891, -124.261909).  За даними Бюро перепису населення США в 2010 році місто мало площу 2,66 км², уся площа — суходіл.

### Клімат
| Клімат : Ферндейл     | Клімат : Ферндейл | Клімат : Ферндейл | Клімат : Ферндейл | Клімат : Ферндейл | Клімат : Ферндейл | Клімат : Ферндейл | Клімат : Ферндейл | Клімат : Ферндейл | Клімат : Ферндейл | Клімат : Ферндейл | Клімат : Ферндейл | Клімат : Ферндейл | Клімат : Ферндейл |
| Показник              | Січ.              | Лют.              | Бер.              | Квіт.             | Трав.             | Черв.             | Лип.              | Серп.             | Вер.              | Жовт.             | Лист.             | Груд.             | Рік               |
| Середній максимум, °C | 13,9              | 14,4              | 15,0              | 16,7              | 17,8              | 19,4              | 21,1              | 21,7              | 22,2              | 20,0              | 16,1              | 13,3              | 17,7              |
| Середній мінімум, °C  | 4,4               | 5,0               | 5,6               | 6,7               | 8,3               | 10,0              | 11,1              | 11,1              | 10,0              | 7,8               | 6,1               | 3,9               | 7,5               |
| Днів з дощем          | 20                | 12                | 14                | 12                | 6                 | 6                 | 4                 | 6                 | 5                 | 11                | 17                | 17                | 130               |
| --------------------- | ----------------- | ----------------- | ----------------- | ----------------- | ----------------- | ----------------- | ----------------- | ----------------- | ----------------- | ----------------- | ----------------- | ----------------- | ----------------- |
| Джерело: Weatherbase  |                   |                   |                   |                   |                   |                   |                   |                   |                   |                   |                   |                   |                   |

## Демографія
Згідно з переписом 2010 року, у місті мешкала 1371 особа в 611 домогосподарстві у складі 376 родин. Густота населення становила 516 осіб/км².  Було 717 помешкань (270/км²).
Расовий склад населення:
| - 93,4 % — білих - 1,6 % — корінних американців - 1,5 % — азіатів - 0,1 % — вихідців з тихоокеанських островів - 0,1 % — чорних або афроамериканців - 1,2 % — осіб інших рас |

До двох чи більше рас належало 2,0 %. Частка іспаномовних становила 5,6 % від усіх жителів.
За віковим діапазоном населення розподілялося таким чином: 20,6 % — особи молодші 18 років, 56,9 % — особи у віці 18—64 років, 22,5 % — особи у віці 65 років та старші. Медіана віку мешканця становила 47,2 року. На 100 осіб жіночої статі у місті припадало 89,6 чоловіків;  на 100 жінок у віці від 18 років та старших — 84,1 чоловіків також старших 18 років.
Середній дохід на одне домашнє господарство  становив 61 798 доларів США (медіана — 43 548), а середній дохід на одну сім'ю — 83 170 доларів (медіана — 49 940). Медіана доходів становила 42 019 доларів для чоловіків та 26 976 доларів для жінок. За межею бідності перебувало 9,5 % осіб, у тому числі 14,7 % дітей у віці до 18 років та 4,9 % осіб у віці 65 років та старших.
Цивільне працевлаштоване населення становило 616 осіб. Основні галузі зайнятості: мистецтво, розваги та відпочинок — 19,8 %, роздрібна торгівля — 16,7 %, освіта, охорона здоров'я та соціальна допомога — 13,8 %, будівництво — 11,5 %.